# Kanton Champlitte
Champlitte is een voormalig kanton van het Franse departement Rhône. Het kanton maakte deel uit van het arrondissement Vesoul. Het werd opgeheven bij decreet van 17 februari 2014 met uitwerking op 22 maart 2015. Alle gemeenten werden toegevoegd aan het kanton Dampierre-sur-Salon.

## Gemeenten
Het kanton Champlitte omvatte de volgende gemeenten:
- Argillières
- Champlitte (hoofdplaats)
- Courtesoult-et-Gatey
- Fouvent-Saint-Andoche
- Framont
- Larret
- Percey-le-Grand
- Pierrecourt